# 15. Infanterie-Division (Wehrmacht)
Die 15. Infanterie-Division war ein Großverband des Heeres der deutschen Wehrmacht.

## Geschichte

### Aufstellung
Die Division wurde am 1. Oktober 1934 im Zuge der Vermehrung der Reichswehr unter der Tarnbezeichnung Artillerieführer V im Wehrkreis V in Würzburg aufgestellt. Die Infanterie-Regimenter wurden dabei aus dem 13. (Württ.) Infanterie-Regiment der ehemaligen 5. Division gebildet, das Artillerie-Regiment aus Teilen des früheren 5. (Hess.-Württ.) Artillerie-Regiments. Am 15. Oktober 1935 erfolgte bei der Enttarnung die Umbenennung in 15. Infanterie-Division. Dabei kam gleichzeitig das neugebildete Infanterie-Regiment 55 zur Division. Im Oktober 1936 wechselte der Divisionsstab nach Frankfurt am Main in den Wehrkreis IX. Neben dem Infanterie-Regiment 55 wurden der Division jetzt die Infanterie-Regimenter 81 und 88 unterstellt. Im Oktober 1937 kam dann das neuaufgestellte Infanterie-Regiment 106 zur Division.
Die Division wurde am 25. August 1939 als Division der 1. Aufstellungswelle mobilgemacht.

### Westwall
Ende 1939 war sie zur Sicherung der Westgrenze an der Saar eingesetzt. Hierbei nahm sie an Kämpfen während der französischen Saar-Offensive teil. Im Februar 1940 wurden Abgaben zur Aufstellung der 299. Infanterie-Division geleistet.

### Westfeldzug
Im Westfeldzug ab Mai 1940 stieß die im Verband der Heeresgruppe A eingesetzte Division über Luxemburg und Belgien nach Frankreich vor und überschritt Anfang Juni die Aisne. Es folgten Verfolgungskämpfe über die Vesle, Marne und Aube bis nach Nevers an der Loire.

### Besatzungsaufgaben

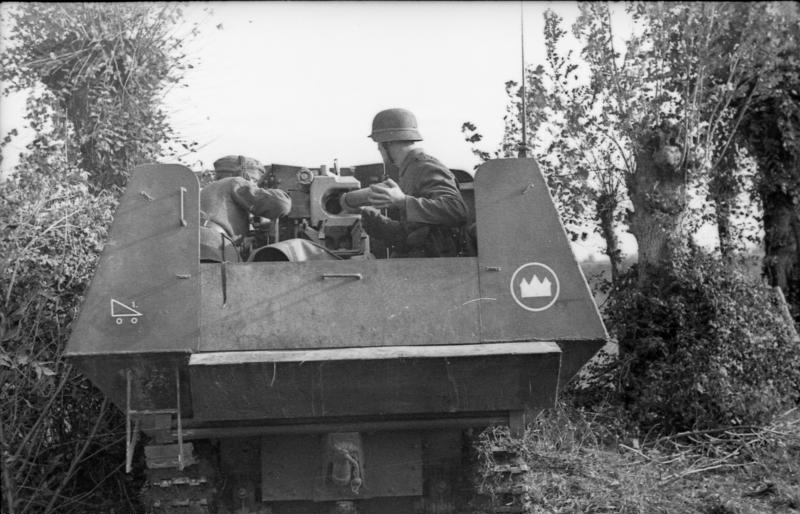
Marder I der Panzerabwehr (Zeichen links) der Division mit dem Divisionsabzeichen (rechts), Frankreich, 1942.

Bis 1941 war die Division dann als Teil der Besatzungstruppen im Raum Dijon stationiert. Weitere Abgaben erfolgten im November 1940 zur Aufstellung der 113. Infanterie-Division.

### Unternehmen Barbarossa
Im Juli 1941 erfolgte die Verlegung an die Ostfront und die Unterstellung unter die Heeresgruppe Mitte. Die Division kam hier erstmals bei den Kämpfen um Mogilew zum Einsatz. Sie war dann an den verlustreichen Angriffs- und Abwehrkämpfen im Jelnja-Frontbogen beteiligt und später an der Kesselschlacht von Wjasma. Es folgte der Vormarsch an die Nara und Abwehrkämpfe an der Schanja während der Schlacht um Moskau. Anfang 1942 war die Division dann in die Schlacht von Rschew verwickelt. Nach großen Verlusten, die sie im Raum Wjasma erlitt, musste sie zur Auffrischung nach Frankreich versetzt werden.

### Atlantikwall 1942
Um die geschwächte Division langsam wieder auf Stärke zu bringen, wurde der Verband verwendet, um einen Beitrag zur Küstensicherung an der Loire- und Gironde-Flussmündung zu leisten.

### Ostfront 1943
Im Februar 1943 wurde die Division zurück an die Ostfront verlegt und griff in die Abwehrkämpfe am Donez ein, dabei war sie unter anderem in die Schlachten bei Dnepropetrowsk und Kriwoi Rog verwickelt.

### Zerschlagung August 1944
Im August 1944 wurde die Division während der Operation Jassy-Kischinew als Teil der Heeresgruppe Südukraine bei Huși praktisch vernichtet.
Der Panzerjäger-Abteilung der Division wurden im August 1944 für eine Neuausrüstung vierzehn Jagdpanzer 38 zugeteilt.

### Divisionskampfgruppe Winkler
Im Oktober 1944 wurde sie als Kampfgruppe Winkler neu aufgestellt, hielt sich eine Zeitlang in Ungarn.

### Kapitulation
Im Mai 1945 kapitulierte der Restverband bei Prag vor der Roten Armee.

## Unterstellung und Einsatzräume
| Datum                       | Korps              | Armee             | Heeresgruppe | Einsatzraum               |
| --------------------------- | ------------------ | ----------------- | ------------ | ------------------------- |
| September/Oktober 1939      | XII.               | 1. Armee          | C            | Saarpfalz                 |
| Dezember 1939               | zur Verfügung      | 16. Armee         | A            | Saarpfalz                 |
| Januar bis Mai 1940         | zur Verfügung      | 16. Armee         | A            | Trier, Luxemburg, Belgien |
| Juni 1940                   | VI.                | 2. Armee          | A            | Frankreich                |
| Juli bis August 1940        | XXVII.             | 12. Armee         | C            | Frankreich                |
| September bis Oktober 1940  | XXVII.             | 1. Armee          | C            | Frankreich                |
| November 1940 bis Juni 1941 | XXVII.             | 1. Armee          | D            | Frankreich                |
| Juli 1941                   | XXXV.              | zur Verfügung OKH | Mitte        | Minsk, Mogilew            |
| August 1941                 | XXXXVI.            | Panzergruppe 2    | Mitte        | Smolensk                  |
| September 1941              | IX.                | 4. Armee          | Mitte        | Jelnja                    |
| Oktober 1941                | XX.                | 4. Armee          | Mitte        | Wjasma                    |
| November bis Dezember 1941  | XII.               | 4. Armee          | Mitte        | Moskau                    |
| Januar 1942                 | XX.                | 4. Armee          | Mitte        | Juchnow                   |
| Februar 1942                | XX.                | 4. Panzerarmee    | Mitte        | Gschatsk, Rschew          |
| März 1942                   | VII.               | 4. Panzerarmee    | Mitte        | Gschatsk, Rschew          |
| April 1942                  | V.                 | 4. Panzerarmee    | Mitte        | Gschatsk, Rschew          |
| Mai 1942                    | zur Verfügung      | 7. Armee          | D            | Frankreich                |
| Juni 1942 bis Februar 1943  | LXXX.              | 1. Armee          | D            | Frankreich                |
| März 1943                   | LVII.              | 4. Panzerarmee    | Süd          | Charkow                   |
| April bis September 1943    | LVII.              | 1. Panzerarmee    | Süd          | Donez, Isjum              |
| Oktober bis November 1943   | XXX.               | 1. Panzerarmee    | Süd          | Kriwoi Rog                |
| Dezember 1943               | LVII.              | 1. Panzerarmee    | Süd          | Kriwoi Rog                |
| Januar 1944                 | XXX.               | 6. Armee          | Süd          | Kriwoi Rog                |
| Februar 1944                | LVII.              | 6. Armee          | Süd          | Kriwoi Rog                |
| März 1944                   | XXIX.              | 6. Armee          | A            | Uman                      |
| April bis August 1944       | XXX.               | 6. Armee          | Südukraine   | Kischinew                 |
| Oktober 1944                | II. ungarisches AK | 8. Armee          | Süd          | Nordungarn                |
| November 1944               | zur Verfügung      | 8. Armee          | Süd          | Nordungarn                |
| Dezember 1944               | XXIX.              | 8. Armee          | Süd          | Nordungarn                |
| Januar bis März 1945        | XXIX.              | 8. Armee          | Süd          | Slowakei, Tatra           |
| April 1945                  | XXIX.              | 1. Panzerarmee    | Mitte        | Sillein                   |
| Mai 1945                    | XXIV.              | 1. Panzerarmee    | Mitte        | Mähren                    |

## Gliederung
| 1939                      | 1942                     | 1943–1945                |
| ------------------------- | ------------------------ | ------------------------ |
| Infanterie-Regiment 81    | Grenadier-Regiment 81    | Grenadier-Regiment 81    |
| Infanterie-Regiment 88    | Grenadier-Regiment 88    | Grenadier-Regiment 88    |
| Infanterie-Regiment 106   | Grenadier-Regiment 106   | Grenadier-Regiment 106   |
| Aufklärungs-Abteilung 15  | Radfahr-Abteilung 15     | Füsilier-Bataillon 15    |
| Artillerie-Regiment 15    |                          |                          |
| Beobachtungs-Abteilung 15 | –                        | –                        |
| Panzerabwehr-Abteilung 15 | Panzerjäger-Abteilung 15 | Panzerjäger-Abteilung 15 |
| Pionier-Bataillon 15      |                          |                          |
| Nachrichten-Abteilung 15  |                          |                          |
| Feldersatz-Bataillon 15   |                          |                          |
| Versorgungseinheiten 15   |                          |                          |

Das Artillerie-Regiment 15 war in die Abteilungen I bis III gegliedert, zusätzlich war ihr die I. Abtlg./AR 51 unterstellt.

## Personen

### Kommandeure
| Dienstzeit                          | Dienstgrad      | Name                           |
| ----------------------------------- | --------------- | ------------------------------ |
| 15. Oktober 1935 bis 31. März 1936  | Generalleutnant | Friedrich Wilhelm Brandt       |
| 1. April 1936 bis 1. April 1939     | Generalleutnant | Emil Leeb                      |
| 1. April bis 6. Oktober 1939        | Generalleutnant | Walter Behschnitt              |
| 6. Oktober 1939 bis 12. August 1940 | Generalleutnant | Friedrich-Wilhelm von Chappuis |
| 12. August 1940 bis 8. Januar 1942  | Generalleutnant | Ernst-Eberhard Hell            |
| 8.–11. Januar 1942                  | Oberst          | Alfred Schreiber               |
| 11.–23. Januar 1942                 | Generalmajor    | Bronislaw Pawel                |
| 23. Januar bis 3. Februar 1942      | Generalmajor    | Alfred Schreiber               |
| 3. Februar bis 18. Juni 1942        | Generalmajor    | Bronislaw Pawel                |
| 18. Juni 1942 bis 20. November 1943 | Generalleutnant | Erich Buschenhagen             |
| 20. November 1943 bis August 1944   | Generalmajor    | Rudolf Sperl                   |
| 14. August bis 5. September 1944    | Generalmajor    | Ottomar Babel                  |
| 17. Oktober 1944 bis 8. Mai 1945    | Generalmajor    | Hanns Laengenfelder            |

### Generalstabsoffiziere
| Dienstzeit                          | Dienstgrad     | Name                     |
| ----------------------------------- | -------------- | ------------------------ |
| 15. Oktober 1935 bis 1. April 1937  | Oberstleutnant | Anton Dostler            |
| 1. April 1937 bis August 1939       | Major          | Hellmuth Prieß           |
| August 1939 bis Februar 1940        | Oberstleutnant | Hans Otfried von Linstow |
| Februar 1940 bis 15. Januar 1941    | Major          | Werner Ranck             |
| 15. Januar 1941 bis 14. Januar 1942 | Oberstleutnant | Karl-Richard Koßmann     |
| 14. Januar 1942 bis 30. März 1944   | Oberstleutnant | Wilhelm Willemer         |
| 30. März bis 24. August 1944        | Oberstleutnant | Harald Helms             |
| 5.–15. Oktober 1944                 | Oberstleutnant | Wilfried von Sobbe       |
| 15. Oktober 1944 bis 1945           | Oberstleutnant | Fritz Borrmann           |

### Auszeichnungsträger
Insgesamt wurde 30 Angehörigen der 15. Infanterie-Division das Ritterkreuz verliehen und 56 das Deutsche Kreuz in Gold.
- Generalmajor Hanns Laengenfelder: Dem Divisionskommandeur wurde am 30. April 1945 das Eichenlaub zum Ritterkreuz des Eisernen Kreuzes verliehen.[3]

### Bekannte Divisionsangehörige
- Emmanuel von Kiliani (1898–1974), Chef der II. Abteilung des Artillerie-Regiments 15 des Artillerie-Regiments 51, später Generalmajor und Divisionskommandeur
- Friedrich Foertsch (1900–1976), war von 1961 bis 1963, als General des Heeres der Bundeswehr, Generalinspekteur der Bundeswehr